# Râul Valea Screzii
Râul Valea Screzii este un curs de apă, afluent al râului Chiojdul Mare. 

## Hărți
- Harta Județului Prahova